# Klipplin
Klipplin (Linum austriacum) är en växtart i familjen linväxter.